# Forró (Ungheria)
Forró è un comune dell'Ungheria di 2.398 abitanti (dati 2001). È situato nella contea di Borsod-Abaúj-Zemplén.